# August Eisenlohr (Politiker)

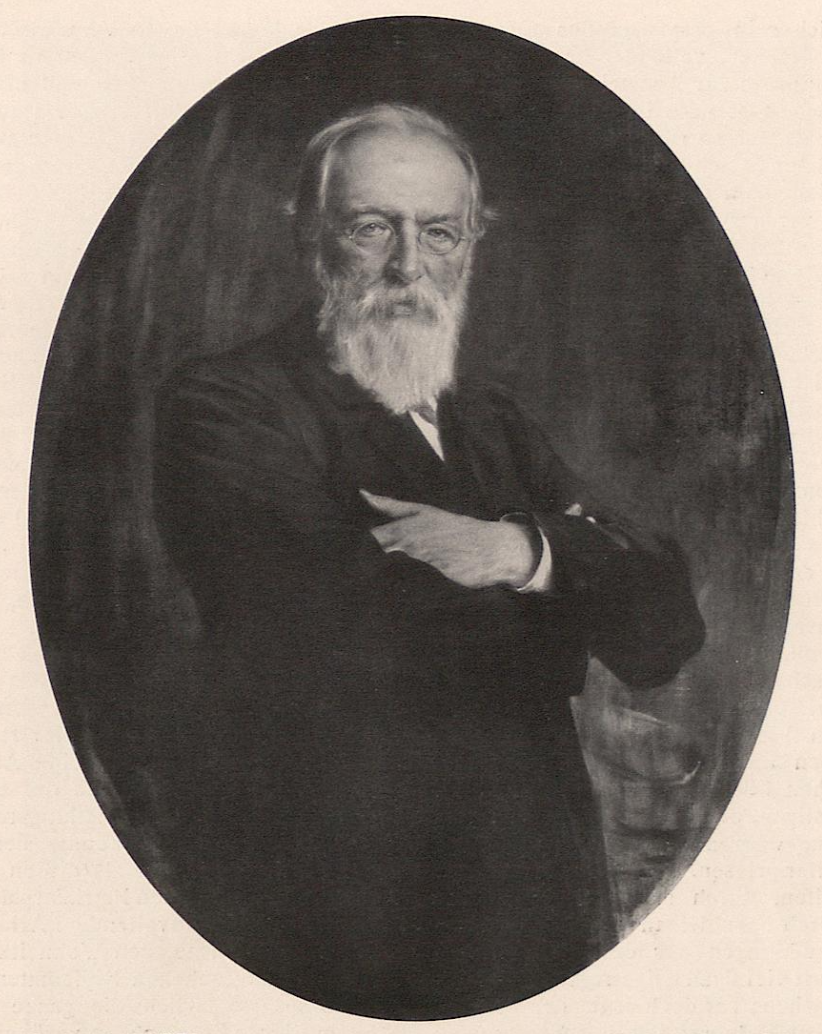
Minister Eisenlohr, gemalt von Caspar Ritter

Friedrich Wilhelm  August Eisenlohr (* 25. Februar 1833 in Mannheim; † 12. März 1916 in Karlsruhe) war ein deutscher nationalliberaler Politiker, badischer Beamter und Innenminister des Großherzogtums Baden.

## Leben
August Eisenlohr studierte in Heidelberg und Berlin Rechtswissenschaften. Ab 1857 war er Gerichtsreferendar in Baden. Im Jahr 1863 wurde er Amtsrichter in Gernsbach und 1865 Kreisgerichtsrat in Baden-Baden. Ab 1867 war er Ministerialrat im badischen Innenministerium. Er war von 1866 bis 1870 Mitglied der zweiten badischen Kammer. Ab 1874 war er Landeskommissär für die Kreise Karlsruhe und Baden. In den Jahren 1877/78 gehörte er als Mitglied der nationalliberalen Fraktion dem Deutschen Reichstag an. Als Abgeordneter vertrat er den Wahlkreis Großherzogtum Baden 10 (Karlsruhe - Bruchsal). Am 6. April 1878 wurde seine Wahl für ungültig erklärt. Im Jahr 1883 kehrte er als Ministerialrat und Stellvertreter des Präsidenten in das Innenministerium zurück. Ab 1890 war er Präsident des Ministeriums des Innern und damit Leiter des Ministeriums. Bereits in dieser Zeit wurde er als Exponent des Liberalismus vom Zentrum und der SPD insbesondere wegen der Wahlrechtsfrage scharf angegriffen. Im Jahr 1899 wurde er zum Innenminister ernannt, gab das Amt aber bereits im Jahr 1900 auf, nachdem seine Positionen auch bei den Liberalen auf Widerspruch gestoßen waren.
Die Universität Heidelberg verlieh Eisenlohr 1896 die Ehrendoktorwürde. Die Stadt Mannheim ernannte ihn 1907 zum Ehrenbürger aufgrund seiner Verdienste um die Eingemeindung der Friesenheimer Insel und Käfertals sowie den Bau des Industriehafens und benannte nach seinem Tod 1916 eine Straße nach ihm.